# Ligamentum sacrospinale
Das Ligamentum sacrospinale ist ein Band des Iliosakralgelenks, also des Gelenks zwischen Hüftbein und Kreuzbein. Es entspringt vom Kreuz- und Steißbein und zieht schräg zur Seite und nach unten an die Spina ischiadica des Sitzbeins. Auf seiner Rückseite wird es vom Ligamentum sacrotuberale überquert. Beide Bänder begrenzen zwei Öffnungen in der seitlichen Beckenwand, das Foramen ischiadicum majus und minus.